# نظام جمعية الفلم الأمريكي لتقييم الأفلام
نظام جمعية الفيلم الأمريكي لتقييم الأفلام (بالإنجليزية: MPAA film rating system) هو نظام متبع في الولايات المتحدة الأمريكية وأقاليمها لتقييم الأفلام حسب ملاءمتها لقطاع معين من الجمهور وهو واحد من نظم تقييم الأفلام المختلفة التي تساعد رواد السينما لكي يقرروا ما هي الأفلام المناسبة للأطفال أو المراهقين .

## التقييمات الأساسية
قائمة جمعية الفيلم الأمريكي تحتوي حاليا على خمسة تقييمات هي:
| رمز التقييم            | المعنى |
| ---------------------- | --- |
| G rating symbol/block  | جي - جينرال أودينسس جميع الأعمار مقبولة.                                                                                   |
| PG rating symbol/block | بي جي - بارنتال جيدانس صجيستيد بعض المواد قد تكون غير مناسبة للأطفال. المشاهدة مع توجيه أُبَوِي مقترحة.                       |
|                        | بي جي-13 - بارينتس سترونجلي كوشند بعض المواد قد تكون غير مناسبة للأطفال دون سن ال 13. التوجيه الأُبَوِي أثناء المشاهدة مطلوب. |
| R rating symbol        | آر - ريستريكتد يتطلب على الرواد تحت سن ال 17 مرافقة الوالد أو ولي الأمر الراشد .                                           |
| NC-17 rating symbol    | إن سي-17 لا يسمح لأي شخص بسن ال 17 أو أقل بالمشاهدة .                                                                      |

## وصلات خارجية
- موقع نظام جمعية الفيلم الأمريكي لتقييم الأفلام
- كيف يعمل نظام التقييم

لا توجد روابط لمواقع التواصل الاجتماعي.